# 20553 Donaldhowk
A 20553 Donaldhowk (ideiglenes jelöléssel 1999 RQ113) a Naprendszer kisbolygóövében található aszteroida. A LINEAR projekt keretében fedezték fel 1999. szeptember 9-én.